# Франсен, Франс Микаэль

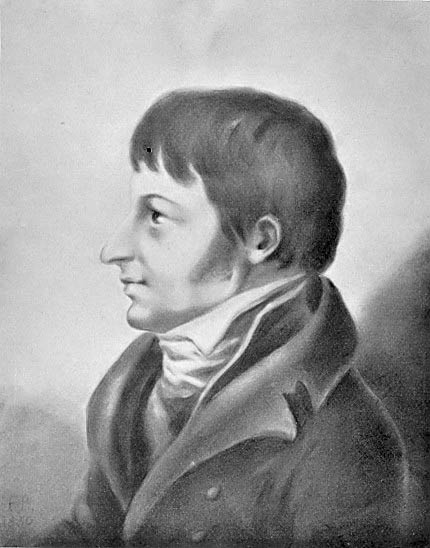
Франс Микаэль Франсен. Портрет работы Фредрики Бремер

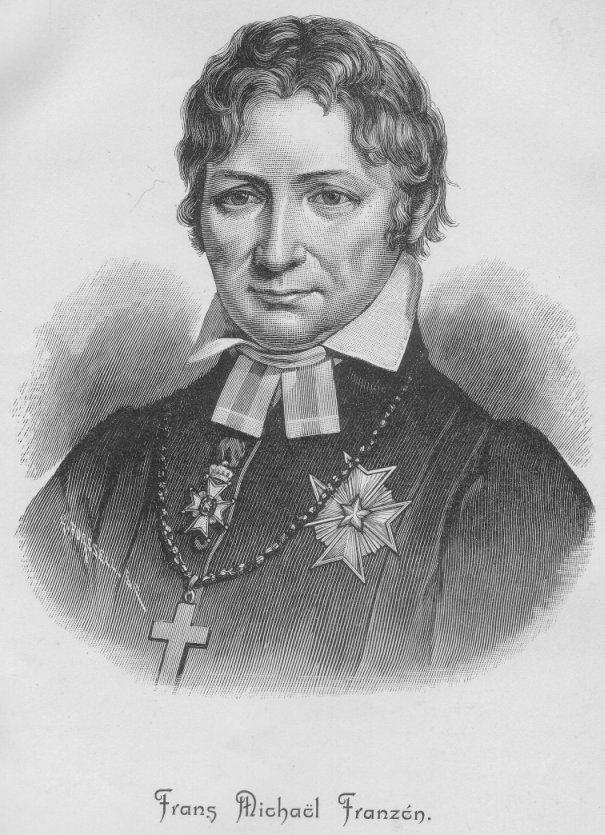
Франс Микаэль Франсен, гравюра

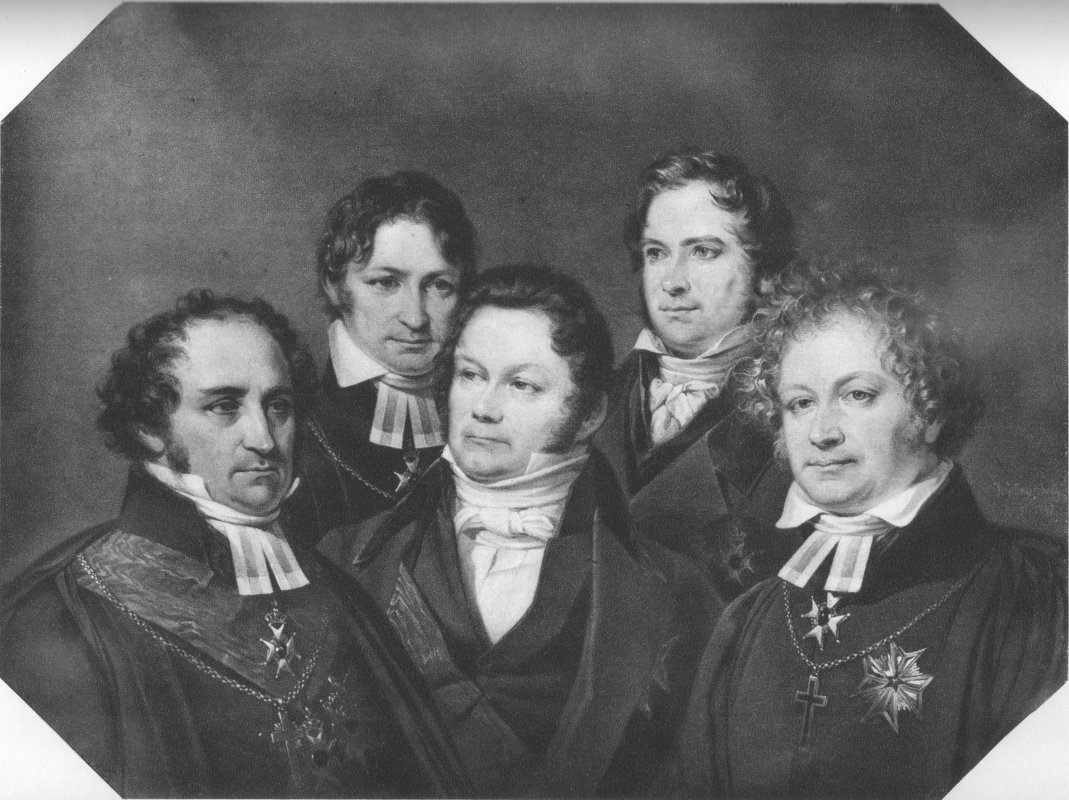
Пятеро великих шведов XVIII века. Слева направо: Иоганн Олоф Валлин (архиепископ), Франс Микаэль Франсен (епископ), Йёнс Якоб Берцелиус (химик), Эрик Густав Гейер (литератор) и Эсайас Тегнер

Франс Микаэль Франсе́н, Франц-Микель Франце́н (швед. Frans Michael Franzén, 9 февраля 1772, Улеаборг, (ныне Оулу, Финляндия) — 14 августа 1847, Швеция) — шведско-финский поэт, автор псалмов, епископ, с 1834 года. Член Шведской академии с 1808 года, её постоянный секретарь в 1824—1834. Член Шведской королевской академии наук.

## Жизнеописание

### Молодые годы
Франс Микаэль Франсен родился в семье торговца Захриса Франсена (1744—1787) и Елены Шулин. Род родителей происходил из Кексгольма (ныне русский город Приозерск), Франсены издавна вели торговлю. С детства Франс Микаэль был болезненным, слабым, зато отличался настойчивостью и твердостью. Учась в школе в Улеаборге, он показал выдающиеся способности и в 1785 году стал студентом Академии Або, вопреки тому, что отец хотел видеть его торговцем. В 1787-м, когда умер Захрис Франсен, сын был вынужден, по просьбе матери, прервать обучение и торговать вместо отца. Осенью 1789-го он вернулся в академию и в том же году под руководством Хенрика Габриеля Портана стал магистром философии, блестяще выдержав экзамен. В 1790-м он уехал в Уппсалу, записался в Финское студенческое братство (Finska nationen) при Уппсальском университете и штудировал философию Канта в Даниеля Боэция (швед. Daniel Boëthius). В 1791 году он вернулся в Турку, где защитил диссертацию «О происхождении языка» (швед. Om språkets ursprung) и в следующем году получил должность доцента в области риторики.

### Научная деятельность
В 1795-м Франсен устроился работать домашним учителем в семье Карла Фредрика Бремера, у которого впоследствии родилась дочь Фредерика — известная писательница. Вдвоём с Бремером он в том же году поехал в путешествие по Европе. Побывал в Дании, Германии, Франции и Великобритании. Во время этого путешествия его заочно назначили университетским библиотекарем в Турку. В 1796 году он занял эту должность, в 1798-м стал профессором истории философии, а в 1801-м — профессором истории и практической философии. В 1800—1811 годах исполнял обязанности инспектора Нюландского студенческого братства. В 1808 году Франсена избрали в Шведскую академию, и с 1824 по 1834 он был её постоянным секретарём. В 1815-м стал членом (№ 367) Шведской королевской академии наук.

### Религиозная деятельность
В 1803 году Франсен выучился и получил приход в Пемаре. После Русско-шведской войны 1808—1809 Финляндия вошла в состав Российской империи. Франсен был вынужден выбирать: либо оставаться на родине, либо перебраться в Швецию. Летом 1811 года он эмигрировал и стал пастором в Кумле в лене Эребру. Имел в пасторат в Халльсберге. (Только в 1840 году Франсен ненадолго посетил Финляндию. После он изложил в стихотворной форме свои впечатления от перемен, произошедших с людьми и страной за время пребывания под российской властью). В 1818-м он стал доктором теологии, а в 1820-м — деканом. Франсен был представителем духовного сословия в риксдаге в 1823—1841 годах, с определёнными перерывами. На одном из своих первых заседаний в парламенте Франсен назвал себя финно-шведом. В те времена это слово обозначало всех жителей Великого княжества Финляндского — и этнических финнов, и этнических шведов. В 1824 он получил приход в Стокгольме. В 1831 году Франсен был избран епископом Хернёсанда. Начал исполнять свои новые обязанности не раньше 1834-го и делал это до самой смерти. За время его службы построен Хернёсандский кафедральный собор. Тогда Хернёсандская диецезия охватывала все территории Швеции к северу от Уппсальской диецезии.

## Литературное творчество
В 1793 году Франсен дебютировал как поэт в газете «Стокгольмс-Постен» стихотворением «Лик человека» (швед. Menniskans anlete), одним из лучших образцов шведского предромантизма. Среди других опубликованных в ней стихов примечательны «Старый солдат» (швед. Den gamle knekten) и «Молодой девушке» (швед. Till en ung flicka). Они сразу же получили широкую популярность, и молодой поэт стал известен в Швеции и Финляндии. Окрылённый успехом, Франсен за два последующих года напечатал много стихов в той же «Стокгольмс-Постен» и «Або тиднингар» — газете, редактором которой стал в 1794-м. Заметным явлением стало его романтическое стихотворение «Новый Эдем» (швед. Det nya Eden). Франсен отвергал господствующие в тогдашней шведской литературе французские образцы. Ему очень импонировало творчество Анны Марии Леннгрен и немецких передромантиков. Франсен испытал влияние таких поэтов, как немец Фридрих Готлиб Клопшток и англичане Джон Мильтон и Джеймс Томсон. Талант Франсена ограничивался лирикой и в этой области был богат и оригинален. Он хорошо подмечал все идиллическое в природе и в жизни и умел облекать свои мысли в красивую форму. Эпические и драматические произведения его не совсем удачны, духовные песни превосходны.
В 1796-м, вернувшись из путешествия по Европе, он написал своё самое известное стихотворение — «Песнь о графе Густаве Филиппе Крейце» (швед. Sång öfver grefve Gustaf Philip Creutz), вполне свободное от распространенного тогда в шведском изящной словесности формализма. В следующем году, по предложению Юхана Хенрика Чельгрена, «Песнь» была удостоена Большой премии Шведской академии. Условием вручения этой награды автору поставили требование переделать это произведение в соответствии со вкусами членов Академии. И этим надолго отбили у Франсена желание писать.
То, что академическая школа таки повлияла на развитие Франсена как литератора, видно хотя бы по его произведениям «Сванте Стуре, или Встреча при Альвастре» (швед. Svante Sture eller Mötet i Alvastra), «Колумб, или Открытие Америки» (англ. Columbus eller Amerikas upptäckt), «Эмилия, или Вечер в Лапландии». Влияние отразилось на дидактичности и неоднородности стиля: в них нет целостности, хотя отдельные места и хорошо написаны.
После долгого перерыва Франсен возобновил литературную деятельность. Написал гекзаметром большой национальный эпос «Густав Адольф в Германии» (швед. Gustaf Adolf i Tyskland), примечательный красочностью описания. Значительную часть творчества писателя составляют псалмы: двадцать два вошло в сборник псалмов, изданный в 1819 году, а в сборнике, изданном в 1986 году, всего их тринадцать. Вместе с Юханом Олофом Валлином Франсен принимал активное участие в составлении сборника. Широко известны его песни, особенно застольные — «Милый парень, опорожни рюмку» (англ. Goda gosse, glaset töm), «Миг радости» (англ. Glädjens ögonblick) и «Шампанское» (англ. Champagnevinet), а также стихи о Фанни, которые автор впоследствии объединил со своими ранними стихами, героиней которых была Сельма, в цикл под названием «Сельма и Фанни» (англ. Selma och Fanny, 1824). Этим стихотворениям присуща жизнерадостность и лиричность.
В 1810 Франсен начал публиковать собрание «Поэтические вещи» (швед. Skaldestycken), из которого вышел только один том. Следующие семь томов вышли в 1824—1861 годах, а в 1867—1869 опубликовано новое издание под названием «Избранные стихи» (швед. Samlade dikter; издал и написал биографию Франсена Андеш Абрахам Грофстрём (швед. Anders Abraham Grafström). Как прозаик Франсен стал известен «Сказом о шведских королевах» (швед. Tal om svenska drottningar), посвященным бракосочетанию Густафа IV Адольфа. Славился также как проповедник и краснобай. Среди других творений писателя — «Для богатых и бедных» (швед. För fattiga och rika, 1833), «Работы в вольном стиле» (швед. Skrifter i obunden stil, 1835), «Проповеди» (швед. Predikningar, пять томов, 1841—1845), «Разрозненные проповеди и небольшие духовные произведения» (швед. Strödda predikningar och smärre andliga skrifter, 1852) и «Жизнеописания» (швед. Minnesteckningar, три тома, 1848—1860).

## Семья
Франс Микаэль Франсен первый раз женился в 1799 году на купеческой дочке Маргарите Елизавете («Лилли») Роос (1779—1806). В 1807 году, после её смерти второй женой стала вдова его приятеля Михаэля Хореуса София Кристина Вестер (1780—1829). В 1831-м Францен женился в третий раз — на Кристине Елизавете Арвидссон (1783—1859).
В конце жизни Франсен имел всего семерых детей и двадцать трёх внуков. Из четырёх детей от первой жены в то время был в живых только один. Из девяти во втором браке — шесть. Его сын Захариас (Зет) Микаэль Франсен был консулом и владел поместьями в Худдинге. Зять Франсена — священник, историк и поэт Андеш Абрахам Грофстрём. Дочь Мария Елена Росина вышла замуж за Карла Даниеля фон Хаартмана. Их дочь Фанни фон Борн — прапрабабушка Улофа Пальме со стороны отца. В 2011 году насчитывалось свыше тысячи прямых потомков Франса Микаэля Франсена. Из них всех никто не носит его фамилию и только один пишет стихи.

## Признание

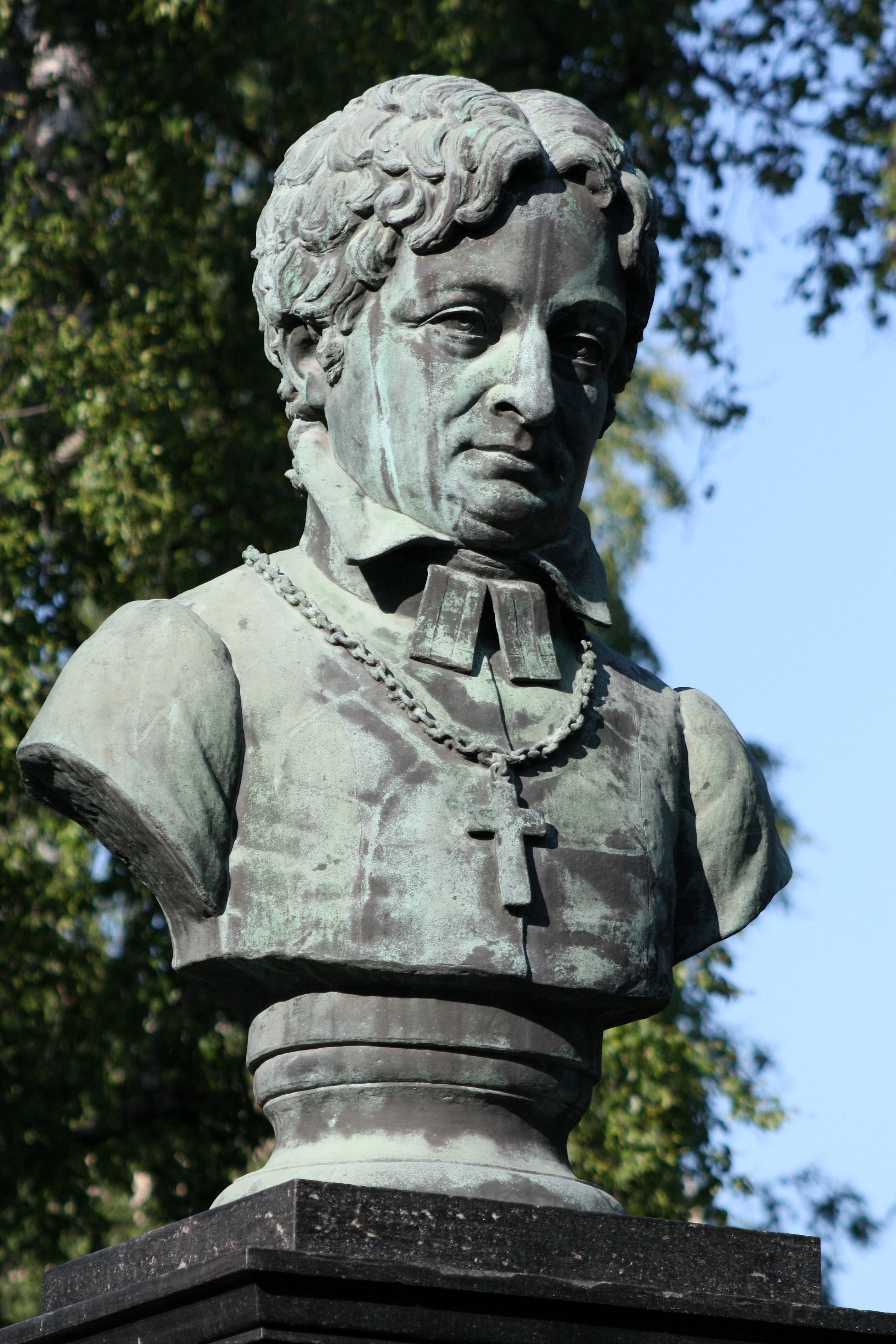
Бронзовый бюст Франсена в Оулу, установленный в 1881 году. Автор — финский скульптор Эрланд Стенберг. Париж, 1879

- В 1881 году в Оулу перед зданием губернской управы открыт бюст Франсена
- С 1901 года 9 февраля, день рождения Франса Микаэля Франсена, значится в шведских альманахах как день Фанни — женщины, о которой Францен писал в стихах.
- В 1910 году в Хернёсанде открыт монумент Франсену. Это бронзовая статуя поэта, который читает свою книгу, и цокольная гранитная группа — Сельма и Фанни. Скульптор — Карл Миллес. В Гётеборгском музее есть уменьшенная копия этого памятника.
- В 1946 году в Кумле у церкви поставлен памятный камень в честь Франсена. Открыта также памятная доска на пасторской конторе.
- В 1972 году в честь 200-летия со дня рождения поэта выпущена почтовая марка, которая стоила 50 эре.
- Именем Франсена — Франсенгатан / Franzéngatan — названы улицы в Хернёсанде, Стокгольме и Эскильстуне. Королевскую площадь в Оулу переименовали в парк имени Франсена.

## Награды и почести
- Большая премия Шведской академии за стихотворение «Песнь о графе Густаве Филиппе Крейце», 1797
- Членство в Шведской академии (кресло № 13), 1808
- Членство в Шведской королевской академии наук (№ 367), 1815
- Орден Полярной звезды — не раньше чем в 1831
- Членство в Шведской королевской академии словесности, истории и древностей
- Членство в Шведской королевской музыкальной академии
- Почетный докторат Уппсальского университета, 1839
- Почетный докторат Хельсинкского университета, 1840

## Произведения

### Отдельные издания
- Skaldestycken, 1 b., 1810
- Skaldestycken, 7 b., 1824—1861
- Skrifter i obunden stil, 1835
- Predikningar, 5 b., 1841—1845
- Minnesteckningar, 3 b., 1848—1860
- Strödda predikningar och smärre andliga skrifter, 1852
- Samlade dikter, 1867—1869

### Псалмы
- Ack, döden haver hädanryckt (1695 nr 331, 1819 nr 344) оброблена версія
- Bereden väg för Herran (1819 nr 53), (1986 nr 103)
- Den korta stund jag vandrar här (1819 nr 119), (1986 nr 157)
- Din sol går bort, men du blir när (1819 nr 436), (1986 nr 506)
- Din spira, Jesus, sträckes ut (1819 nr 118), (1986 nr 35)
- Du som var den minstes vän (1986 nr 379, två författare)
- Fridens Gud, oss frid förläna (1937 nr 506)
- Gud, min Gud, som ville än diktad 1818 (1819) nr 368 «För en hustru som skall kyrkotagas» (1937) Läsepsalm II «För en moder som skall kyrkotagas»
- Hör, Gud ännu sin nåd dig bjuder (1986 nr 402) skriven 1814
- Jesus, dig i djupa nöden (1986 nr 449, två författare)
- Kom, o Jesus, väck mitt sinne (1819 nr 352)
- Min vilotimma ljuder (1819 nr 444)
- När allt omkring mig vilar (1819 nr 433), (1986 nr 505)
- O Herre Gud, gör nåd med mig (1819 nr 181)
- O Jesus, än de dina (1986 nr 70)
- Skåda, skåda nu hör alla
- På Sinai stod Herren Gud
- Säll är den man, som fruktar Gud (1695 nr 98, 1819 nr 339)
- Vad ljus över griften (1819 nr 102), (1986 nr 146)
- Vak upp! Hör väkten ljuder (1819 nr 165), (1986 nr 535)
- Vart flyr jag för Gud (1986 nr 547, tre författare)

### Застольные песни
- Bordsvisa «När skämtet tar ordet vid vänskapens bord»
- Glädjens ögonblick
- Livets njutning
- Goda gosse, glaset töm